# 饿死鬼叭噗
《饿死鬼叭噗》（英語：Starvin' Marvin）是美国动画喜剧《南方公园》第1季的第8集，于1997年11月19日通过喜剧中心频道在美国首播。在这一集里，卡特曼、肯尼、凯尔和斯坦向某非洲慈善机构捐款，希望能获得一块运动腕表，但实际送来的却是个埃塞俄比亚的幼童，他们给他起名“饿死鬼叭噗”。接下来，卡特曼被意外送至埃塞俄比亚，在此发现慈善活动家莎莉·斯特拉瑟斯实际上把经慈善途径获得的食品都囤积起来独吞。南方公园小镇上的居民受到基因工程改造的火鸡袭击，厨师联合其他居民发动反击。
本集由《南方公园》主创特雷·帕克编剧并导演，在美国播出时定为级，英国则为级，是《南方公园》的第一期感恩节特别节目。同时，本集还嘲讽了美国人对贫穷国家的冷漠，以及人道主义行业的乱象。
节目播出后获得评论界的普遍好评，多位评论员认为这集堪称《南方公园》的经典之作。根据尼尔森收视率调查数据，有约220万户美国家庭观看本集首播，是当时喜剧中心频道节目平均收视户数的8倍。帕克和斯通表示，他们对剧中有关火鸡的次要剧情并不满意，最初创作这一插曲只是觉得有义务在节目中增加另一个故事。另据报道，《饿死鬼叭噗》中对莎莉·斯特拉瑟斯的恶搞令她本人深感冒犯。在本集中首次露面的“饿死鬼叭噗”之后成为《南方公园》的高人气小角色，凯尔的父亲及肯尼的家人都是在这集首度与观众见面。

## 剧情
卡特曼、肯尼、凯尔和斯坦看到电视广告介绍非洲的孩童正在挨饿，于是向莎莉·斯特拉瑟斯（Sally Struthers）的慈善组织基督教儿童基金捐款。他们对是否能帮助他人并不关心，只是想获得赞助商提供的免费运动腕表。但由于沟通上出现误会，送到南方公园的并不是手表，而是一个来自埃塞俄比亚的幼童。几个孩子起初吓了一跳，但很快就与幼童成为朋友，卡特曼还给他起名叫“饿死鬼叭噗”，其中“叭噗”是因为发音和幼童用母语说自己名字的声音很像。与此同时，多位南方公园居民受到成群结队的火鸡袭击，多人被害。科学家墨菲斯托博士（Dr. Mephisto）警告麦克代尼尔斯市长，他养殖的这些火鸡经过基因改造，本打算送给穷苦人家过感恩节，但如今却都发了狂并开始攻击人类。但麦克代尼尔斯觉得博士所说的都是无稽之谈。
孩子们带叭噗去吃自助餐，叭噗震惊地发现，这里的居民消耗的食物同他的故乡相比份量完全不在一个数量级，而且卡特曼对待食品还非常浪费。孩子们带叭噗去上学，加里森先生（Mr. Garrison）宣布捐赠食品的计划失败了，因为所有学生带来的只有几罐奶油玉米。卡特曼等人在课堂上的展示和讲解环节向大家介绍叭噗，加里森和校长维多利亚（Victoria）之后告知孩子们，他们有义务通知红十字会，把叭噗送回故乡。与此同时，墨菲斯托博士向厨师证明，火鸡的正急剧膨胀，如果不加阻止，这些火鸡可能会取代人类统治世界。
联邦调查局派人前来接叭噗，准备把他送回埃塞俄比亚，但叭噗使计令探员误将卡特曼带走了。卡特曼此前对非洲的贫困漠不关心，但到了这里后却无法适应粮食的稀缺和恶劣的生活条件，他告诉红十字会的人，自己不是非洲人，但没有人相信他。卡特曼在亚的斯亚贝巴向上帝祷告，对自己之前取笑穷人之举深感悔恨。他看到一个红十字会的窝棚，进去后发现莎莉·斯特拉瑟斯竟然把所有慈善捐赠的食品都囤积起来据为己有。卡特曼最终将此事向埃塞俄比亚人公开，他们于是夺回了这些食物。
厨师集结镇民（恶搞《勇敢的心》），准备同基因改造过的火鸡开战；与此同时，也有一只火鸡把其他火鸡集中起来，准备同人类大战。人类与火鸡的战争开始了，肯尼在战斗中被杀（眼睛被戳中后又挖了出去），但人类最终杀掉了所有火鸡赢得胜利。联邦调查局把卡特曼送回来，并带叭噗回家，叭噗则把所有战死火鸡的尸体带回埃塞俄比亚，让大家都有得吃。叭噗的同胞将他当作英雄欢呼，簇拥着他在路上走过，斯特拉瑟斯则被绑在一旁的火堆上，嘴巴也被堵住。
节目的最后，肯尼一家用已過期的绿豆罐頭代替火鸡作为感恩节晚餐，但祈祷之后，他们发现家里没有开罐器。

## 制作

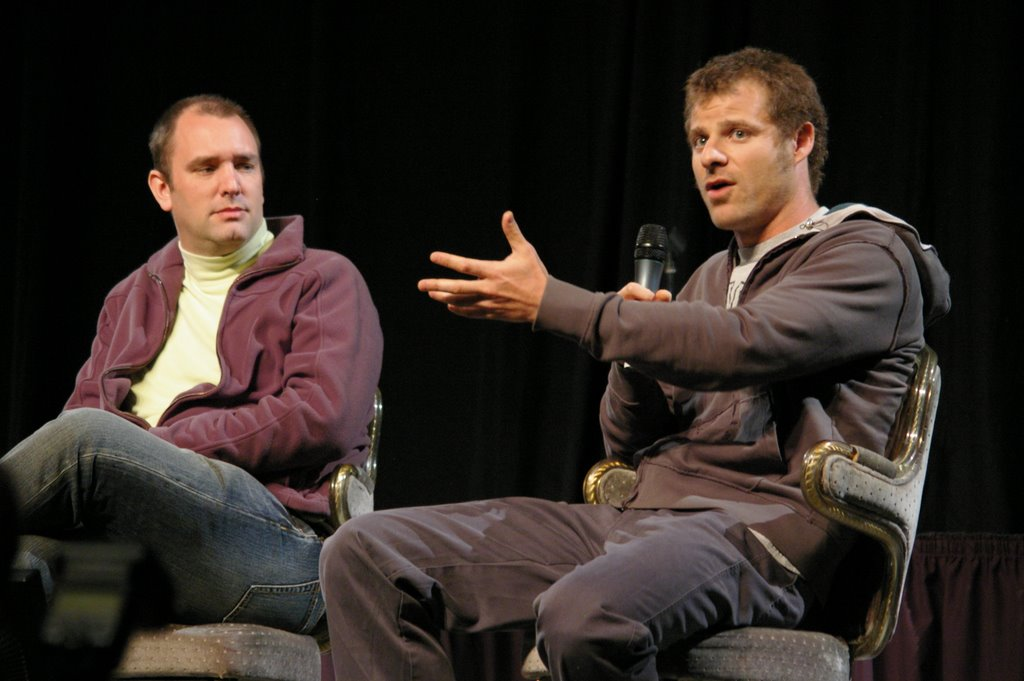
《餓死鬼叭噗》的剧本由《南方公园》主创特雷·帕克、马特·斯通，以及编剧帕姆·布雷迪共同创作。

《饿死鬼叭噗》是《南方公园》的第一期感恩节正式特别节目，其剧本由特雷·帕克、马特·斯通和帕姆·布雷迪（Pam Brady）共同创作，帕克还是节目的导演。据帕克和斯通表示，《饿死鬼叭噗》就像其它假期特别节目一样难于制作，因为两人都觉得自己有义务保证这集比之前的假期特别节目更加出彩。斯通为剧中的叭噗配音。据《南方公园》官方网站上的说法，“饿死鬼叭噗”的英语名同美国加油站品牌没有关系，两者的相似之处也纯属巧合。喜剧演员、高人气情景喜剧《宋飞传》的男主角兼主创杰里·赛恩菲尔德同帕克和斯通取得联系，表示自己是《南方公园》的剧迷，希望能在节目中客串配音。帕克和斯通同意由赛恩菲尔德为剧中的一只火鸡配音，但赛恩菲尔德的经纪人对这个一次性的邀约感到迟疑，最终也没有接受。
《饿死鬼叭噗》的剧情一定程度上受到基督教儿童基金（Christian Children's Fund）组织的广告启发，莎莉·斯特拉瑟斯在广告中鼓励观众慷慨解囊，为非洲的饥饿儿童提供食品。帕克并不真的认为斯特拉瑟斯会把慈善捐赠的食品据为己有，但他觉得这么一个肥胖的女人在电视上恳求大家为他人提供食物是件非常搞笑的事，所以想到节目中的点子。帕克还称，他一直对忍饥挨饿的非洲孩童如果到美国餐馆享用丰盛的自动餐时会有什么反应感到好奇，因为他将看到“人们把大量食物剩在盘子里”，这种好奇也成为本集剧情的另一个灵感来源。帕克和斯通原本还计划让斯特拉瑟斯在节目的最后死亡，并且还由非洲的儿童将她吃掉，但因喜剧中心高管反对而作罢。不过到了之后的《南方公园》剧集中，有多位名人都在其中遇害，电视台也没有再表示反对。
帕克和斯通对本集中有关火鸡的分线剧情并不满意，觉得这部分内容“始终没有达成任何目标”，而且最终也草草收场，没有任何令人满意的结论。但是，由于之前的每集《南方公园》都包含次要剧情，因此两人觉得有义务在本集中保持传统，所以还是把这段加了进去。两人后来都意识到次要剧情并不必要，所以许多剧集都没有这样的部分。帕克和斯通对围绕饿死鬼叭噗主线剧情的反响感到满意，但却不知道应当如何结束火鸡的剧情，两人之后决定让镇民直接杀光所有火鸡并宣布没有任何一只漏网了事，觉得这样突然结束应该是最有趣味性的选择。斯通还称，“那些火鸡只是为了加上《勇敢的心》桥段所找的道具”。节目的动画师很乐于制作人类和火鸡大战的镜头，这段镜头是以宽屏高宽比显示，剧集的其它部分仍然维持正常比例。不过，事实证明这段镜头的制作非常繁琐耗时，因为镜头中同时出现的人物和动物都比《南方公园》之前的剧集要多得多。部分位于遥远背景中的人物渲染成灰色或阴影，帕克对此表示，这并不是什么视觉效果上的考量，只不过是单纯的灯光效果，因为他们并不打算把所有人物都画出来。
除了饿死鬼叭噗以外，《南方公园》中的多个常见角色都是在本集首度出场，如凯尔的父亲杰拉德·布罗弗罗斯基（Gerald Broflovski），还有肯尼的父亲斯图尔特·麦克康米克（Stuart McCormick）、母亲卡罗尔·麦克康米克（Carol Stuart McCormick）和哥哥凯文·麦克康米克（Kevin McCormick），根据剧中的描绘，这家人非常贫穷，而且不讲卫生。剧中还存在一处前后矛盾的内容：肯尼的父母在池塘边被火鸡所杀，但到了人类大战火鸡时却又毫发无伤地出现在镜头中。

## 主题
心理学家吉尔伯特·雷耶斯（Gilbert Reyes）和杰拉德·雅各布斯（Gerard Jacobs）认为，《饿死鬼叭噗》是流行文化中发声批评人道主义的代表作品，这种批评指称人道主义事业经常夸大其辞，靠榨取他人的痛苦获利，对那些本来要帮助的人反而会造成伤害。还有评论中称，本集凸显了美国的消费主义社会特点，以及美国人对贫穷国家的冷漠。斯坦在本集的最后一幕中道出节目的寓意，鼓励观众把贫穷国家中正在受苦的居民看作真实的人，而不只是电视荧屏上的图像，如果只看到这些图像，观众往往只会感到超脱和疏远。
《饿死鬼叭噗》还展现并嘲讽了美国人的贪食，特别是通过对莎莉·斯特拉瑟斯的描述，她竟然会把那些为忍饥挨饿的孩子们准备的食物都囤积起来独吞。孩子们带叭噗去吃自助餐时，镇民对食品的贪婪和浪费随处可见，卡特曼也是个贪嘴的孩子，而且对饥饿的非洲儿童面临的困难缺乏基本认知，有评论指出，这在美国人中非常典型。火鸡的破坏性冲撞则是对基因工程的讽刺。研究流行文化的哲学教授斯科特·卡利夫（Scott Calef）认为，墨菲斯托博士将火鸡基因改造本是出于好意，但却造成灾难性的后果，意指通过基因工程为人类造福之举本身就祸福难料，而且在道德角度上也难以给出确定的答案。

## 文化参照和影响
在本集中首度出场后，饿死鬼叭噗成为高人气小角色，不过他下一次出场一直要到第3季剧集《饿死鬼叭噗上太空》（Starvin' Marvin in Space），而且之后再也没有出现。不过，2000年发行的竞速游戏《南方公园拉力赛》（South Park Rally）以及2007年的平台手机游戏《南方公园10》（South Park 10: The Game）中都收录了叭噗。埃里克·卡特曼的台词“那可真是个不老实的饿死鬼叭噗！”成为《南方公园》第1季中人气最高的台词之一。
饿死鬼叭噗来自非洲国家埃塞俄比亚，该国曾于20世纪80年代中期经历过两次饥荒。美方工作人员同叭噗的家人交谈后以为孩子的姓氏是“点击点击德克”（Click Click Derk）。
厨师和领头的火鸡都是一幅蓝白相间的打扮，还向手下发表激励军心的演说，这里是恶搞梅尔·吉布森执导的1995年电影《勇敢的心》，该片讲述的是苏格兰民族英雄威廉·华莱士的生平。据帕克表示，这是《南方公园》首度拿电影开涮，之后的剧集还会恶搞更多电影，不过他们都很喜欢《勇敢的心》。加里森先生在课堂上错误地告诉孩子们，拥有国际性知名度的英国歌星英格伯·汉普汀克是第一个在月球上行走的人。同样在课堂上，卡特曼听说一些穷人宁死也不愿前去救济院时说：“那或许他们就应该去死——还可以减少过剩的人口！”这句话原封不动地出自查尔斯·狄更斯的小说《小气财神》，加里森先生于是回答：“好了孩子们，今天学的狄更斯也够多了。”凯尔错误地告诉斯坦，称莎莉·斯特拉瑟斯曾出演20世纪80年代末到90年代初的美国情景喜剧《欢乐满屋》，但她实际出演的是70年代电视剧《一家子》。墨菲斯托博士请厨师查看显微镜时，厨师说他看到的是“瓦妮莎·雷德格瑞夫私处的极大特写”，雷德格瑞夫则是曾获奥斯卡奖肯定的英国女演员。斯坦在节目的最后称，大家都应当牢记，电影上那些挨饿孩童的画面“就像你我一样真实”。凯尔则回答，要是按这样的逻辑，“麦基华”就也是真实存在的人了，麦基华是20世纪80年代电视剧《百战天龙》主角的名字，是位秘密特工。
汤姆·沃格特（Tom Vogt）在看过《饿死鬼叭噗》的盗版拷贝后加入剧组，并担任《南方公园》的剪辑师数年之久。他此前还没看到这个节目，但对这集的表现深感钦佩，以至直接开车前往科罗拉多州找到帕克和斯通，表示希望能加入剧组工作。沃格特和《南方公园》的一名动画师曾在同一家公司工作，两人取得联系后，沃格特获聘成为剧组的剪辑师。

## 播映和反响
《饿死鬼叭噗》于1997年11月19日通过喜剧中心频道在美国首播，被定为级，在英国播出时则为级。根据尼尔森收视率调查数据，节目在美国首播时的收视率为4.8，意味着有220万户家庭观众收看。据电视记者报道，考虑到播出频道，这样的收视率堪称“惊人”，因为喜剧中心当时的黄金时段节目收视率平均只有0.6（27.6万户），《南方公园》开播前，该频道的最高收视纪录也只有2.7（124万户），由《荒唐阿姨》（Absolutely Fabulous）第2季的第1集创下。多位评论家称赞《饿死鬼叭噗》是《南方公园》的“经典剧集”之一。帕克还称，他的母亲在看到饿死鬼叭噗带着大堆死火鸡返回故乡这一幕时感动得流下眼泪，这是他和斯通首度得知自己的节目也能从情感上打动他人。

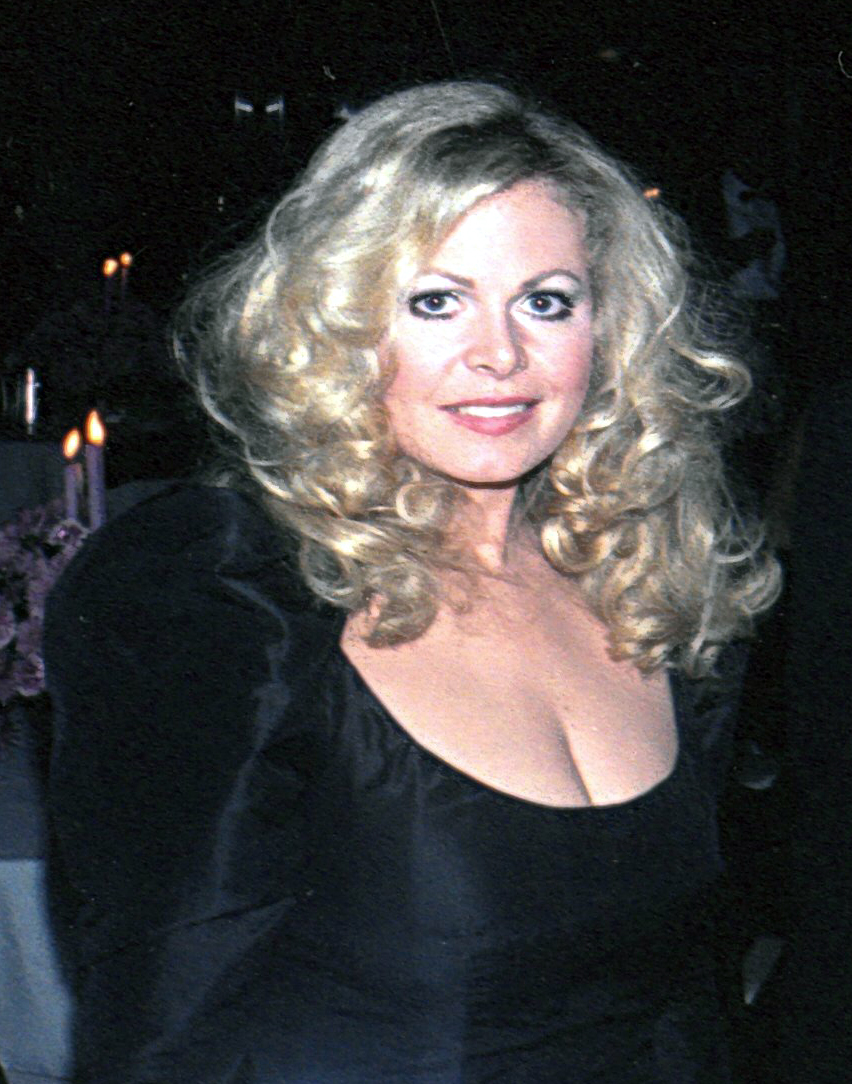
据报道，《饿死鬼叭噗》中对女演员兼基督教儿童基金组织活动家莎莉·斯特拉瑟斯的描绘令她本人深感冒犯。

帕克和斯通在节目播出后得知，部分观众觉得《饿死鬼叭噗》对斯特拉瑟斯的描绘有些过于刻薄。双方虽然没有过直接交流，但帕克和斯通得知，斯特拉瑟斯本是《南方公园》的剧迷，但在看过《饿死鬼叭噗》后非常难过，对剧中有关她的描写有相当情绪化的反应。斯特拉瑟斯感到特别难受的是，她一直在努力帮助那些面临饥饿威胁的孩子，但剧中却把她描绘写窃取孩子食物的伪君子。得知斯特拉瑟斯的反应后，帕克和斯通感到有些后悔，称他们并没有任何指摘她人格的想法。然而第3季的《饿死鬼叭噗上太空》又一次拿斯特拉瑟斯开涮，并且角色更不讨好，是个类似赫特人贾巴的生物。帕克还在《南方公园》的评论音轨中表示：“大姐啊，要是你都那么胖了，还要去太空里谈论什么（忍饥挨饿的儿童）……那你也真太把自个儿当根葱了。我们并不觉得她是个坏人，她可能是一片好心在做这些事情，但拜托上电视前好歹少吃点儿吧。”
《乡村之声》电视评论员汤姆·卡森（Tom Carson）称赞本集中那些“针对美国的富足和健忘的笑话病态到不可思议”。黛安·威廉姆森（Dianne Williamson）在《电报和公报》（Telegram & Gazette）发文，赞扬《饿死鬼叭噗》中对现实生活中原始素材的掌控，称他经常会对《南方公园》主创的勇气感到钦佩。路易斯安那州拉法叶的《广告商报》（The Advertiser）称这是“歇斯底里的”的一集节目，并特别称赞其中对美国消费主义的嘲讽。明尼苏达州圣保罗的《圣保罗先锋报》（St. Paul Pioneer Press）认为这集“令人捧腹”，还称“我们知道自己不该笑，但就是忍不住”。布里斯班《信使邮报》（The Courier-Mail）的维姬·英格伦（Vicki Englund）称赞节目“实在匪夷所思的故事情节”和其中的寓意，并且特别欣赏有关斯特拉瑟斯的笑料：“观看爆笑的下半集时最好别吃东西，其他的毋须多言”。
《奥兰治县纪事报》（The Orange County Register）评论员沃恩·佩里（Vern Perry）称《饿死鬼叭噗》是他最喜欢的《南方公园》剧集。1998年，《芝加哥论坛报》发文总结《南方公园》如此受观众欢迎的十大原因，本集便是其中之一。2003年，《芝加哥论坛报》又将这集评为《南方公园》最有趣的十集之一。比尔·沃德（Bill Ward）在《明星论坛报》（Star Tribune）撰文称，《饿死鬼叭噗》是卡特曼“最出彩的半小时”。当然，并非所有媒体都对节目持正面评价。《波士顿环球报》撰稿人马修·吉尔伯特（Matthew Gilbert）就批评《南方公园》“低俗且欠成熟”，《饿死鬼叭噗》更是令人特别反感。布赖恩·博伊德（Brian Boyd）也在《爱尔兰时报》（The Irish Times）发文，指责本集将正在挨饿的非洲儿童作为取乐的资本。
1998年11月，《饿死鬼叭噗》和《南方公园》另外11集的套装发布。套装共有3碟，本集同《圣诞便便，黄金先生》、《机械怪兽史翠珊》（Mecha-Streisand）和《隆鼻手术》（Tom's Rhinoplasty）一起收录在第3碟。1998年发行的录像带套装《南方公园假日特别节目》（South Park Festival Special）一共收录了6集《南方公园》，除《饿死鬼叭噗》外，另外5集分别是《圣诞便便，黄金先生》、《圣诞快乐，查尔斯·曼森》（Merry Christmas, Charlie Manson!）、《黄金先生的圣诞经典歌曲》（Mr. Hankey's Christmas Classics）、《Korn解开海贼幽灵之谜》（Korn's Groovy Pirate Ghost Mystery），以及《结膜炎病毒》（Pinkeye）。2002年11月12日，《南方公园：第一季完整版》（South Park: The Complete First Season）的发布，其中收录了第1季包括《饿死鬼叭噗》在内的13集节目。帕克和斯通为每集都录制了评论音轨，但由于其中某些语句涉及的“标准”问题而未纳入，两人都不接受收录这些音轨所需要的剪辑和审查，最终所有评论音轨都是经单独发行。从2008年开始，观众还可以通过官方网站免费在线观看包括《饿死鬼叭噗》在内的每一集《南方公园》。